# 폰테키오
폰테키오(이탈리아어: Fontecchio)는 이탈리아 아브루초주 라퀼라도에 있는 코무네이다.